# Michael Ritter (Politiker)
Michael Ritter (* 19. Mai 1972) ist ein Schweizer Politiker (GLP).
Er ist seit dem 24. August 2019 Mitglied des Grossen Rats des Kantons Bern, wo er als Nachfolger des zurückgetretenen Christoph Grimm in der glp-Fraktion politisiert. Bis Ende 2022 war er Mitglied der Sicherheitskommission, seit Anfang 2023 ist er Mitglied der Bildungskommission. Seit 2021 ist er Vizepräsident der GLP-Fraktion im Grossen Rat. Zuvor war Ritter von 2009 bis 2019 Mitglied des Stadtrats von Burgdorf, den er 2018 präsidierte.
Von 2017 bis 2022 war er Präsident der glp Emmental.
Ritter wohnt in Burgdorf. Er ist Historiker und unterrichtet am Gymnasium Burgdorf Deutsch und Geschichte.